# Otočac
För andra betydelser, se Otočac (olika betydelser).
Otočac (italienska: Ottocio, tyska: Ottochaz) är en stad i Lika-Senjs län i Kroatien. Staden har 9 778 invånare (2011) och ligger i regionen Lika.

## Historia
Orten nämns i texten på Baškatavlan från 1100-talet. Från år 1300 tillhörde staden den kroatiska adelsfamiljen Frankopan och från år 1746 var staden högkvarter för ett regemente (Ottotschaner Grenz-Infanterie Regiment N°II) ur den kroatiska militärgränsen.  
Fram tills grundandet av Serbernas, kroaternas och slovenernas kungarike (sedermera kallat Jugoslavien) år 1918 var Otočac en del av den Habsburgska monarkin (Kungariket Kroatien och Slavonien efter den kroatisk-ungerska kompromissen år 1868). Under andra världskriget ingick Otočac i den Oberoende staten Kroatien och minst 331 serber mördades här av Ustaša år 1941. Den antifascistiska motståndsrörelsen ZAVNOH grundades under ett möte i Otočac den 13 juni 1943. 
Staden nämns i titeln på Gunnar Ekelöfs diktsamling En natt i Otočac från år 1961. Ekelöf övernattade i staden med sin familj under en resa på väg till Grekland år 1957. 

## Administrativ indelning
Utöver tätorten Otočac räknas ytterligare 21 samhällen/bosättningar till staden. Dessa är: Brlog, Brloška Dubrava, Čovići, Dabar, Doljani, Drenov Klanac, Glavace, Gorići, Hrvatsko Polje, Kompolje, Kuterevo, Ličko Lešće, Lipovlje, Podum, Ponori, Prozor, Ramljani, Sinac, Staro Selo, Škare och Švica.

## Demografi
Av Otočacs 9 778 invånare är (2011) är 4 890 män och 4 888 kvinnor. En absolut majoritet, 8 916 personer eller 91,18 % av invånarna, är kroater. Den största etniska minoriteten är serberna vars antal uppgår till 709 personer eller 7,25 % av stadens befolkning.

## Kommunikationer
Vid Otočac finns anslutningsväg till motorvägen A1 som i nordlig riktning leder mot huvudstaden Zagreb och i sydlig riktning mot Zadar, Split och Dubrovnik.